# Saburra
Saburra (in latino Saburra o Sabura; I secolo a.C. – I secolo a.C.) è stato un militare numida.

## Biografia
Saburra era comandante delle forze del re Giuba I in Africa, che combattevano contro le forze cesariane di Gaio Scribonio Curione. Nel 49 a.C. sconfisse Curione nella battaglia del Bagradas.
Nel  46 a.C. le sue forze furono distrutte da Publio Sittio, un altro luogotenente di Cesare.